# Série A e Série B
Na metafísica, a série A e a série B são duas descrições diferentes da relação de ordenação temporal entre eventos. As duas séries diferem principalmente no uso do tempo verbal para descrever a relação temporal entre eventos e as implicações ontológicas resultantes em relação ao tempo. John McTaggart introduziu esses termos em 1908, em um argumento para a irrealidade do tempo. Eles agora são comumente usados por filósofos contemporâneos do tempo.

## História
Os grandes filósofos gregos Heráclito e Parmênides expressaram duas visões completamente opostas sobre o fluxo do tempo. Heráclito acreditava que tudo estava fluindo e mudando (daí sua famosa citação "Nenhum homem jamais pisa no mesmo rio duas vezes"). Parmênides pensava que a existência não teve um começo e nunca seria destruída e, portanto, noções como 'foi' e 'será' são irrelevantes; existência simplesmente 'é'. No início do século 20, John McTaggart causou um enorme impacto na filosofia do tempo ao apresentar seu argumento de que não há fluxo de tempo.

## Série de McTaggart
McTaggart distinguiu as antigas concepções como um conjunto de relações. De acordo com McTaggart, existem dois modos distintos em que todos os eventos podem ser ordenados no tempo. Ele expressou sua ideia da seguinte forma: eventos no tempo podem ser distinguidos por duas características:
- Cada evento ocorre antes ou depois de algum outro evento. McTaggart chamou essa relação de série B.

- A segunda abordagem, que McTaggart chamou de série A, implicava que cada evento é futuro, presente ou passado.

Assim, as séries B são permanentes, enquanto as séries A não são.

### Diferenças
A lógica e a expressão linguística das duas séries apresentam marcadas distinções. A série A se caracteriza pela temporalidade, enquanto a série B é definida pela atemporalidade. Por exemplo, a assertiva "hoje está chovendo" é temporal, pois sua validade repousa na perspectiva temporal – o presente – do enunciador, ao passo que a afirmação "Choveu em 25 de janeiro de 2024" é atemporal, visto que não se vincula a essa perspectiva. Do ponto de vista de suas veracidades, ambas as proposições são idênticas (ambas verdadeiras ou ambas falsas) se a primeira afirmação for proferida em 25 de janeiro de 2024.
A relação não temporal de precedência entre dois eventos, exemplificada por "E precede F", permanece inalterada ao longo do tempo (excluindo a discussão relativa à relatividade da ordem temporal de eventos causalmente desconectados na teoria da relatividade). Por outro lado, a atribuição de "passado, presente ou futuro" aos eventos "E" ou "F" sofre alterações no decorrer do tempo. Na concepção de McTaggart, a passagem do tempo se configura no fenômeno em que termos situados cada vez mais no futuro transmutam para o presente... ou que o presente avança em direção a termos cada vez mais no futuro. Sob o primeiro ponto de vista, se expressa a ideia de que a série B desloca-se ao longo de uma série A fixa. No segundo ponto de vista, se articula a perspectiva de que a série A desliza sobre uma série B estabilizada.

## Relação com outras ideias na filosofia do tempo
Há duas formas preponderantes da A-teoria: o presentismo e o universo bloco crescente. Ambas implicam um presente objetivo, porém, o presentismo argumenta que somente objetos presentes têm existência, ao passo que o universo bloco crescente postula a existência de objetos presentes e passados, mas exclui os futuros. Abordagens que não postulam um presente objetivo, configurando-se, portanto, como versões da B-teoria, compreendem o eternalismo e o quadridimensionalismo.